# Romain Saïss
Romain Ghanem Paul Saïss (tiếng Ả Rập: رومان غانم بول سايس; sinh ngày 26 tháng 3 năm 1990) là một cầu thủ bóng đá chuyên nghiệp người Maroc hiện thi đấu ở vị trí hậu vệ cho câu lạc bộ Al-Sadd tại Giải bóng đá vô địch quốc gia Qatar và đội tuyển quốc gia Maroc.

## Thống kê sự nghiệp

### Câu lạc bộ
Tính đến ngày 5 tháng 11 năm 2022
| Club                    | Season       | League         | League | League | National Cup | National Cup | League Cup | League Cup | Europe | Europe | Total | Total |
| Club                    | Season       | Division       | Apps   | Goals  | Apps         | Goals        | Apps       | Goals      | Apps   | Goals  | Apps  | Goals |
| ----------------------- | ------------ | -------------- | ------ | ------ | ------------ | ------------ | ---------- | ---------- | ------ | ------ | ----- | ----- |
| Valence                 | 2010–11      | CFA 2          | 13     | 4      | 0            | 0            | —          | —          | —      | —      | 13    | 4     |
| Clermont                | 2011–12      | Ligue 2        | 17     | 1      | 1            | 0            | 0          | 0          | —      | —      | 18    | 1     |
| Clermont                | 2012–13      | Ligue 2        | 31     | 0      | 0            | 0            | 2          | 0          | —      | —      | 33    | 0     |
| Clermont                | Total        | Total          | 48     | 1      | 1            | 0            | 2          | 0          | —      | —      | 51    | 1     |
| Le Havre                | 2013–14      | Ligue 2        | 27     | 1      | 0            | 0            | 1          | 0          | —      | —      | 28    | 1     |
| Le Havre                | 2014–15      | Ligue 2        | 34     | 2      | 1            | 0            | 1          | 0          | —      | —      | 36    | 2     |
| Le Havre                | Total        | Total          | 61     | 3      | 1            | 0            | 2          | 0          | —      | —      | 64    | 3     |
| Angers                  | 2015–16      | Ligue 1        | 35     | 2      | 1            | 0            | 1          | 0          | —      | —      | 37    | 2     |
| Wolverhampton Wanderers | 2016–17      | Championship   | 24     | 0      | 1            | 0            | 0          | 0          | —      | —      | 25    | 0     |
| Wolverhampton Wanderers | 2017–18      | Championship   | 42     | 4      | 1            | 0            | 1          | 0          | —      | —      | 44    | 4     |
| Wolverhampton Wanderers | 2018–19      | Premier League | 19     | 2      | 5            | 0            | 2          | 0          | —      | —      | 26    | 2     |
| Wolverhampton Wanderers | 2019–20      | Premier League | 33     | 2      | 2            | 0            | 0          | 0          | 14     | 1      | 49    | 3     |
| Wolverhampton Wanderers | 2020–21      | Premier League | 27     | 3      | 2            | 0            | 1          | 0          | —      | —      | 30    | 3     |
| Wolverhampton Wanderers | 2021–22      | Premier League | 31     | 2      | 0            | 0            | 1          | 1          | —      | —      | 32    | 3     |
| Wolverhampton Wanderers | Total        | Total          | 176    | 13     | 11           | 0            | 5          | 1          | 14     | 1      | 206   | 15    |
| Beşiktaş                | 2022–23      | Süper Lig      | 11     | 0      | 0            | 0            | —          | —          | —      | —      | 11    | 0     |
| Career total            | Career total | Career total   | 344    | 24     | 14           | 0            | 10         | 1          | 14     | 1      | 381   | 26    |

1. ↑  Appearances in UEFA Europa League

### Quốc tế
Tính đến ngày 30 tháng 1 năm 2024
| Đội tuyển quốc gia | Năm  | Trận | Bàn |
| ------------------ | ---- | ---- | --- |
| Maroc              | 2012 | 1    | 0   |
| Maroc              | 2016 | 7    | 0   |
| Maroc              | 2017 | 13   | 1   |
| Maroc              | 2018 | 11   | 0   |
| Maroc              | 2019 | 9    | 0   |
| Maroc              | 2020 | 3    | 0   |
| Maroc              | 2021 | 9    | 0   |
| Maroc              | 2022 | 19   | 1   |
| Maroc              | 2023 | 7    | 0   |
| Maroc              | 2024 | 3    | 1   |
| Tổng               | Tổng | 82   | 3   |

Bàn thắng và kết quả của Maroc được để trước.
| #  | Ngày                 | Địa điểm                                           | Đối thủ  | Bàn thắng | Kết quả | Giải đấu            |
| -- | -------------------- | -------------------------------------------------- | -------- | --------- | ------- | ------------------- |
| 1. | 20 tháng 1 năm 2017  | Sân vận động d'Oyem, Oyem, Gabon                   | Togo     | 2–1       | 3–1     | CAN 2017            |
| 2. | 27 tháng 11 năm 2022 | Sân vận động Al Thumama, Doha, Qatar               | Bỉ       | 1–0       | 2–0     | FIFA World Cup 2022 |
| 3  | 17 tháng 1 năm 2024  | Sân vận động Laurent Pokou, San-Pédro, Bờ Biển Ngà | Tanzania | 1–0       | 3–0     | CAN 2023            |